# Daniele Mattioli
Daniele Mattioli (8 marzo 1985) è un ex hockeista su ghiaccio svizzero con cittadinanza italiana, difensore.

## Carriera
Iniziò a giocare nel settore giovanile dell'HC Ambrì-Piotta, dal 2002 al 2005, anno in fece il proprio esordio in Lega Nazionale A. Nelle due stagioni successive si alternò fra Ambrì e Bellinzona, con la maglia dei GDT Bellinzona, squadra della Prima Lega con cui raccolse 13 punti in 25 partite disputate.
Nella stagione 2007-2008 mise a segno le sue prime reti con l'Ambrì-Piotta, giocando 60 partite in stagione e marcando 10 punti. Nella stagione 2009-2010 Mattioli giocò un incontro il NLB con gli Young Sprinters HC. Nella primavera del 2010 Mattioli fu ceduto a titolo definitivo all'HC Sierre con un contratto di due anni. Dal 2012 è tornato in Canton Ticino con la maglia dell'HC Chiasso.

## Palmarès
- 1. Lega: 1

Chiasso/Biasca: 2015-16